# Música gaúcha brasileña

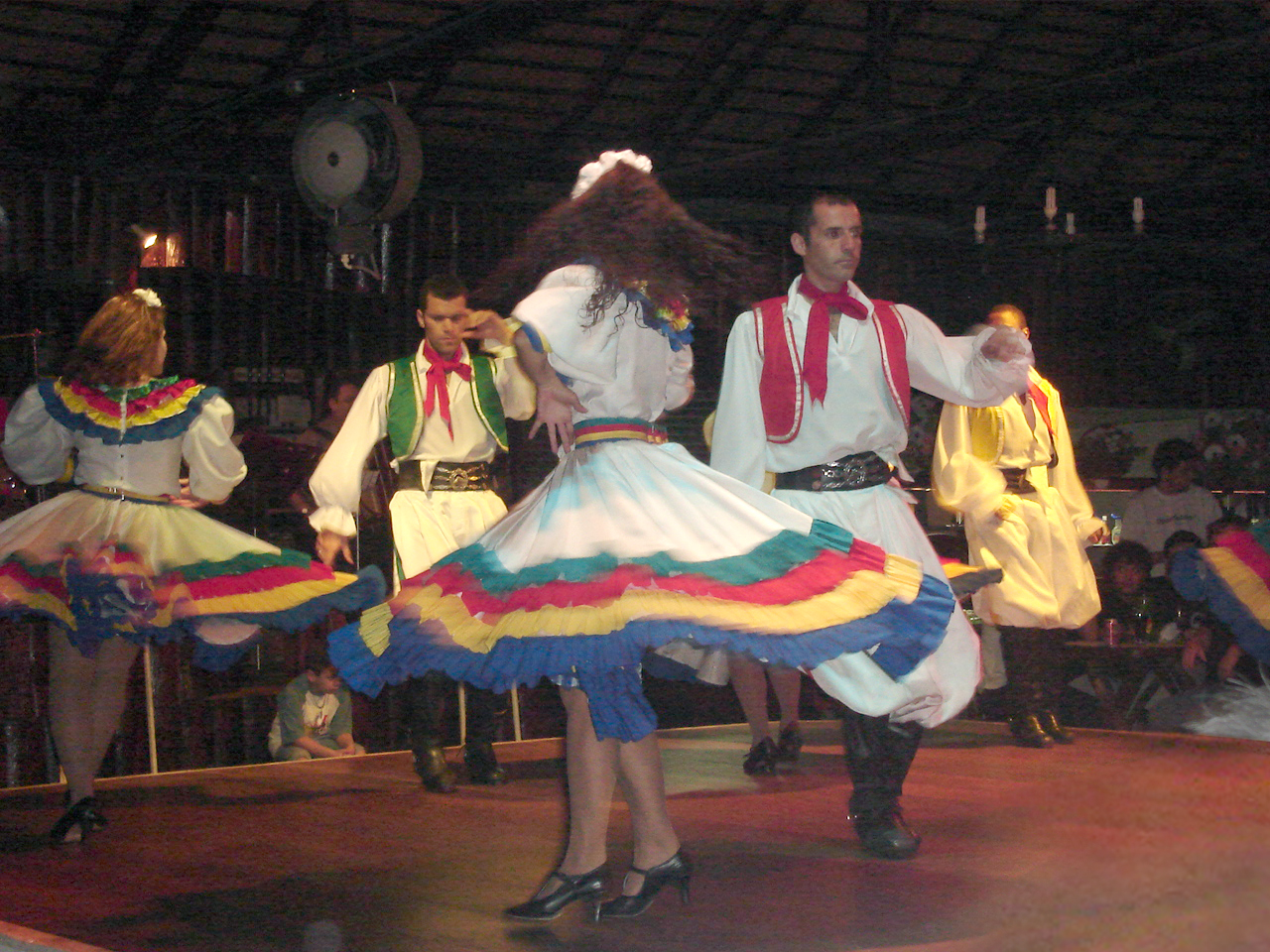
Música gaúcha brasileña.

La música gaúcha brasileña o música nativista es un término que se utiliza para designar a la música tradicional de Río Grande del Sur, en Brasil, cuya población tiene en su mayoría ancestros de origen europeo (portugueses, españoles, italianos y alemanes). El término gaúcho hace referencia al individuo del campo y es usado como gentilicio de los habitantes del estado de Río Grande del Sur. 
Entre los principales estilos musicales nativistas están: milonga, chamamé, chamarra, polca, vanera (con sus variantes vanerão y vanerinha), bugio, rasguido doble y rancheira.
Las canciones de la música gaúcha presenta temas de las tradiciones folclóricas del llamado gaúcho: el campo, el caballo, los valores, la cocina regional y la mujer. La música nativista está construida de una manera lenta, íntima, con letras abundantes en metafóras. Grandes representantes han sido Teixeirinha, José Mendes y Gildo de Freitas, Dimas Costa, Gaúcho da Fronteira, Porca Véia.
Algunos de los instrumentos usados en el género son el acordeón, el violín, la guitarra y el bombo legüero.

## Categorías
- Música de Brasil

- Datos: Q1958247